# Parafia Najświętszej Maryi Panny Królowej Polski w Korczynie
Parafia Najświętszej Maryi Panny Królowej Polski w Korczynie – parafia rzymskokatolicka znajdująca się w archidiecezji przemyskiej w dekanacie Krosno II. W 1842 roku w Korczynie urodził się późniejszy biskup przemyski i święty Józef Sebastian Pelczar.

## Historia
W 1392 roku pojawiła się pierwsza wzmianka o Korczynie, w dokumentach lokacyjnych jako Kotkenhau i była założona w wyniku saskiej akcji kolonizacyjnej. W późniejszym czasie ok. połowy XIV wieku została erygowana parafia, a przed 1478 rokiem był wzmiankowany proboszcz ks. Wawrzyniec. Pierwszy drewniany kościół był pw. św. Doroty. W połowie XVI wieku właściciel Korczyny Jan Firlej po przejściu na kalwinizm, zamienił kościół na zbór kalwiński. Z tego powodu bp Walenty Herburt 3 lutego 1567 roku przyłączył Korczynę do parafii w Odrzykoniu.
W 1594 roku Piotr Firlej zwrócił kościół katolikom. W 1621 roku zagrodnik korczyński Sebastian Pelcz zbudował nowy drewniany kościół, który 24 kwietnia 1622 roku bp Jan Wężyk poświęcił pw. św. Apostołów Piotra i Pawła. W 1637 roku Piotr Firlej ufundował prebendę Bractwa Aniołów Stróżów. W 1807 roku kościół spłonął. W 1812 roku Józef Jabłonowski zbudował murowany kościół, który w 1882 roku został konsekrowany przez bpa Ignacego Łobosa. 
W latach 1910–1914 zbudowano obecny murowany kościół, według projektu arch. inż. Stanisława Majerskiego. 23 maja 1914 roku bp Józef Sebastian Pelczar dokonał konsekracji kościoła pw. Najświętszej Maryi Panny Królowej Polski.
W latach 1981–1985 z inicjatywy bpa Ignacego Tokarczuka, zbudowano w Korczynie, Dom Księży Emerytów „Emaus”.
16 maja 2004 roku dekretem abpa Józefa Michalika, kościół został podniesiony do godności Sanktuarium św. Józefa Sebastiana Pelczara.
Na terenie parafii jest 6 000 wiernych (w tym: Korczyna – 5 385, Sporne – 460, Podzamcze – 155).
Proboszczowie parafii:
1798–1811. ks. Kazimierz Pręgoła-Skrudzieński.
1811–1821. ks. Dominik Ziółkowski.
1821–1827. ks. Jan Frutty.
1827–1828. ks. Alojzy Wischin (administrator).
1828–1853. ks. Michał Wesołowski.
1853–1855. ks. Wojciech Łasociński (administrator).
1855–1882. ks. Antoni Ditrich
1882–1899. ks. Jan Szałay.
1899–1933. ks. Karol Kłeczek.
1933–1967. ks. kan. Stefan Dubiel.
1967–2001. ks. prał. Stanisław Władyka.
2001– nadal ks. prał. Edward Sznaj.

## Kościoły filialne
W latach 1984–1986 w Spornem zbudowano murowany kościół filialny, według projektu arch. Jana Rządcy, który w 1986 roku bp Ignacy Tokarczuk poświęcił pw. Nawiedzenia Najświętszej Maryi Panny. 30 czerwca 2005 roku abp Józef Michalik dokonał konsekracji kościoła.
W latach 1998–2003 na Podzamczu zbudowano murowany kościół filialny, według projektu arch. mgr inż. Janusza Hanusa, który 11 lipca 2003 roku abp Józef Michalik, poświęcił pw. św. Józefa Sebastiana Pelczara.

## Zgromadzenia zakonne
W 1880 roku Służebniczki starowiejskie zakupiły grunta i zabudowanie, w których utworzyły nowy dom zakonny. W latach 1903–1904 zbudowano nowy dom zakonny, w którym założono ochronkę dla dzieci. Siostry także opiekowały się chorymi w parafii. W 1966 roku siostry utworzyły punkt katechetyczny.
W latach 1903–1905 z fundacji bpa Józefa Sebastiana Pelczara, zbudowano w Korczynie dom zakonny dla sióstr Sercanek. 15 września dokonano erekcji, a 29 września 1905 roku poświęcono dom zakonny. W domu tym także mieściła się szkoła praktyczna dla dziewcząt, a siostry sprawowały opiekę nad chorymi w parafii. W latach 1961–1972 dom był siedzibą prowincji zgromadzenia.

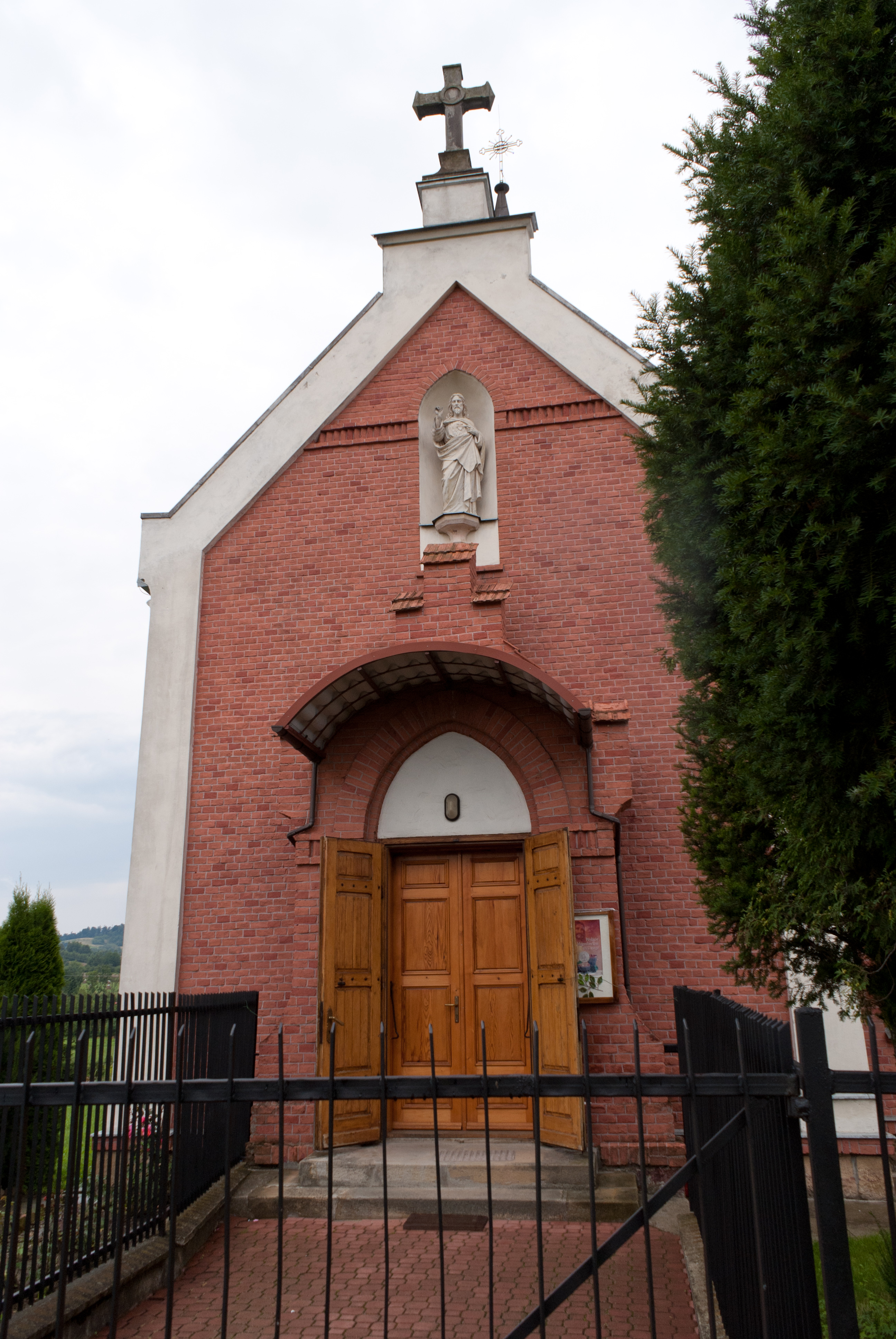
Kaplica ss. Sercanek w Korczynie
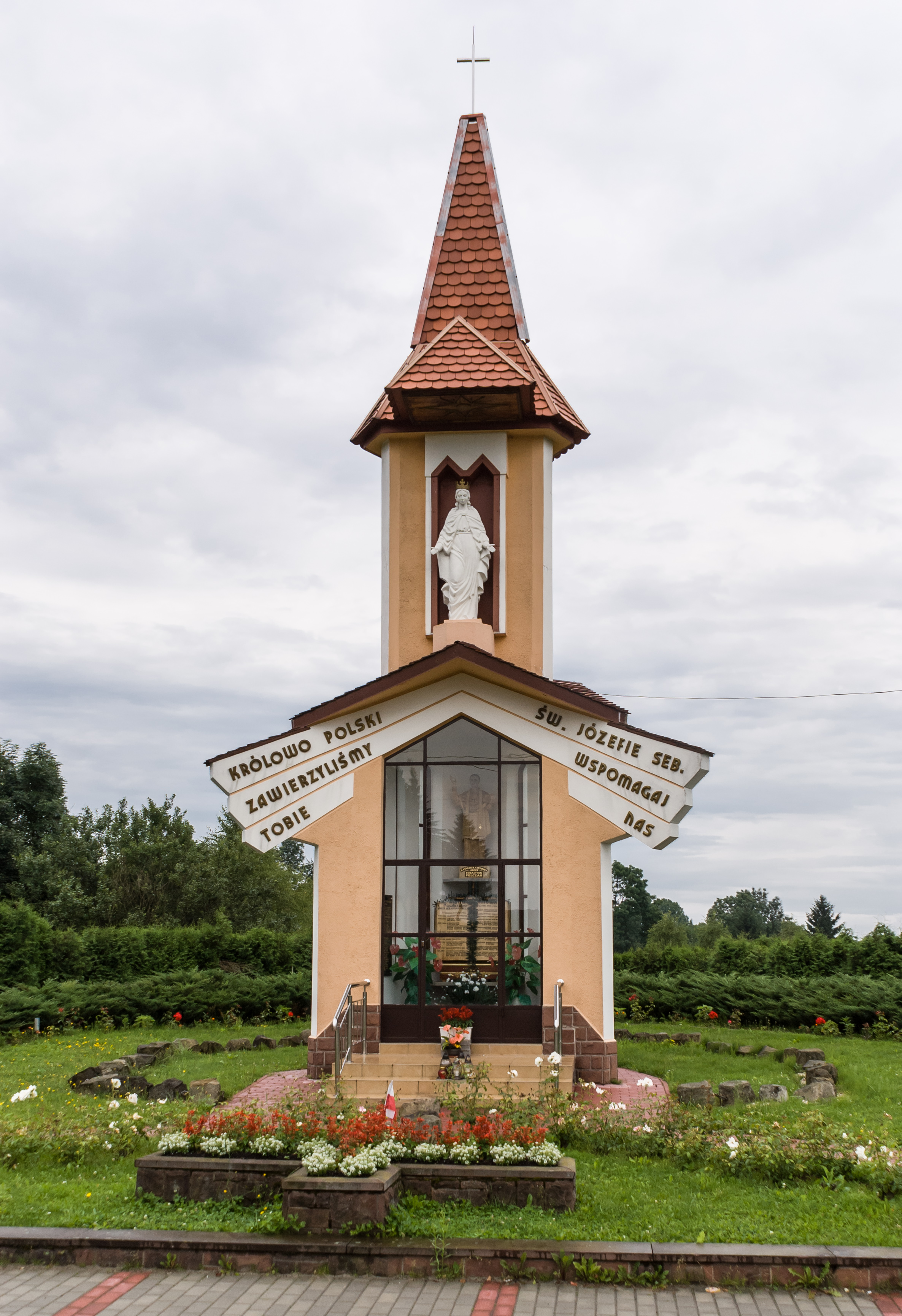
Kapliczka św. Józefa Sebastiana Pelczara w Korczynie
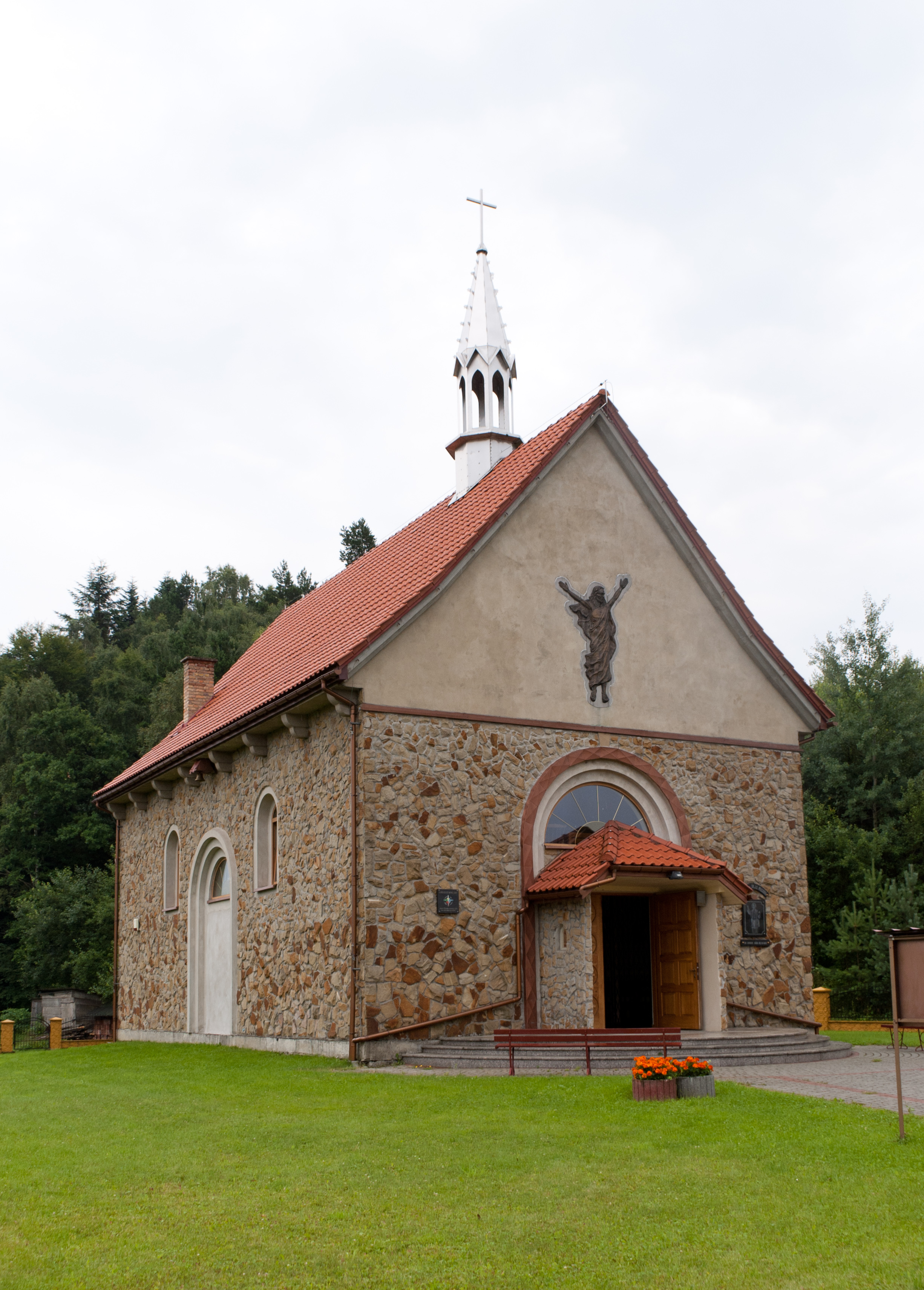
Kościół filialny pw. św. Józefa Sebastiana Pelczara, w Korczynie-Podzamcze